# Per Wilhelm Grubb
Per Wilhelm Grubb, född 26 juni 1793, död 1 augusti 1868 i Stockholm, var en svensk ämbetsman.
Grubb tjänstgjorde som ämbetsman i Generaltullstyrelsen 1829–1850. Han var intendent vid Kungliga Museet 1850–1862. År 1838 var Grubb konsertarrangör åt Ole Bull. Han var även amatörviolast och en av stiftarna av Harmoniska Sällskapet 1820 och dess direktör 1838. Grubb spelade med Johan Mazer från 1824 i det så kallade Djurgårdsbolaget. Han invaldes som ledamot nummer 276 i Kungliga Musikaliska Akademien den 25 november 1837. Grubb är begravd på Norra begravningsplatsen utanför Stockholm.